# ロバート・アンダーソン (俳優)
ロバート・アンダーソン（英:Robert Anderson、1970年7月12日 - ）は、カナダ出身の男性俳優。

## 出演作品

### テレビドラマ
- マイ☆ボス マイ☆ヒーロー（2006年） - ポール 役
- おひさま（2011年）
- 相棒season11 第17話（2013年） - ジョン・エリオット 役
- ダンナ様はFBI〜愛のミッション〜（2014年）
- ウルトラマンZ 第3話（2020年7月4日） - 事務次長 役

### テレビ番組
コートニー・ホイットニー  アメリカに負けなかった男（2020年）
- はねるのトびら
- 中谷美紀 日本ノ宝、見ツケマシタ（2012年） - フリーア 役
- 世界の果てまでイッテQ!

### 映画
- バンクーバーの朝日（2014年）
- BECK（2010年）
- 日輪の遺産（2011年）
- 天外者（2020年） - トーマス・グラバー 役

### ゲーム
Ace combat 6.5
Binory domain
Death Stranding
Die Hartman
- エースコンバットシリーズ（ナレーション）

### CM
- アートネイチャー
- 江崎グリコ パピコ
- 大塚製薬 SOYJOY
- キリンビール 麒麟淡麗 極上〈生〉

### スチール
- すごい文房具